# VAB
VAB (фр. Véhicule de l'Avant Blindé — «бронированная машина переднего края») — французский бронетранспортёр. Разработан компаниями «Рено» и «Савье» по заказу французской армии. Серийное производство VAB ведётся с 1976 года, всего было выпущено более 5000 машин этого типа в различных вариантах, как на базовом двухосном шасси, так и на трёхосном. Около 4000 из выпущенных машин поступили на вооружение французской армии, использовавшей их в Войне в Персидском заливе, а также в ряде миротворческих миссий. Помимо этого, VAB активно поставляется на экспорт и состоит на вооружении примерно 15 других стран.

## Модификации
- VAB-VTT (4 × 4) — первый вариант бронетранспортёра, первоначально был вооружён открыто установленным на турели 7,62-мм пулемётом с броневым щитом STBV, впоследствии были разработаны и приняты на вооружение полукруглый щит SCR и трехсторонний щит CB52, обеспечивавшие большую площадь защиты стрелка.
- VAB-VCI с башней ТL20S (20-мм пушка с ручными приводами)
- VAB-VCI с башней «Dragar» (25-мм пушка, экипаж 8 чел.)
- VAB-VCI с башней Т25 (25-мм пушка, экипаж 8 чел.)
- VAB Reco — разведывательная машина
- VAB SAN (sanitaire) — бронированная медицинская машина
- VAB PC (Poste de Commandement) — командно-штабная машина
- VTM 120 (Véhicule Tracteur de Mortier) — 120-мм самоходный миномёт
- VAB-HOT (VCAC «Mephisto», сокр. от фр. Module Elévateur Panoramique HOT Installé Sur Tourelle Orientable) — противотанковый вариант с пусковой установкой ПТУР «Хот» (4 ракеты) и боекомплектом в 8 дополнительных ракет
- VBC-90 (Véhicule Blindé de Combat) — броневик для французской жандармерии
- VAB NRBC — машина радиационной, химической и биологической разведки

Экспортные варианты:
- VAB 4 × 4 VCI T.20 (Véhicule de Combat de l’Infanterie) — вариант с башней Т20 с 20-мм орудием.
- VAB 6 × 6 ECH (ECHelon) — БРЭМ, передвижная мастерская и эвакуатор. Оборудована небольшим подъемным краном для замены двигателя в полевых условиях.
- VAB 6 × 6 VPM 81 (Véhicule Porte-Mortier) — самоходный 81-мм миномёт.
- VAB 6 × 6 2R2M — самоходный 120-мм миномёт.
- VMO (Vehicule de Maitien de l’Ordre — «машина для поддержания порядка») — полицейская модификация. Масса машины 13 тонн, экипаж — 2 человека и 10 десантников. Оборудована башней TOI (Tourelle d’Observation et Intervention) с окнами, оснащенными стеклоблоками из пуленепробиваемого стекла, дополнительно защищенных бронестворками; 7,62-мм пулемётом (с боекомплектом в 4000 патронов); видеокамерой; прожектором и гранатомётом для отстрела дымовых или газовых гранат. Предусмотрена возможность установки бульдозерного ножа для расчистки баррикад, «щита для оттеснения толпы»; лебёдки; устройства для удаления краски с лобового стекла; устройства для распыления слезоточивого газа; громкоговорителя. Усилена защита выхлопной трубы от умышленных повреждений, установлена защита воздухозаборника двигателя от попадания горящего бензина из самодельных зажигательных бомб[1].

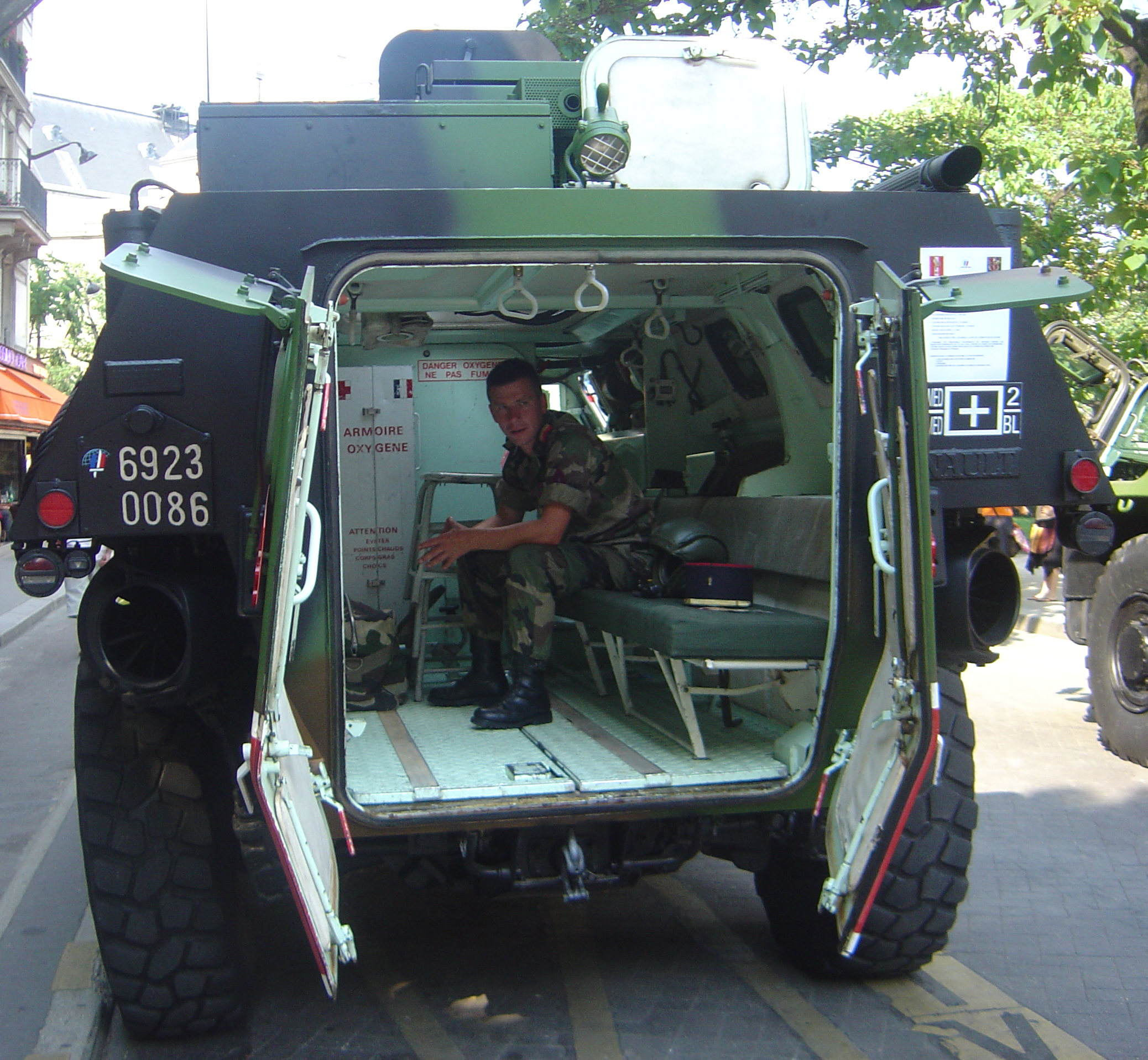
VAB SAN, вид сзади (двери открыты)
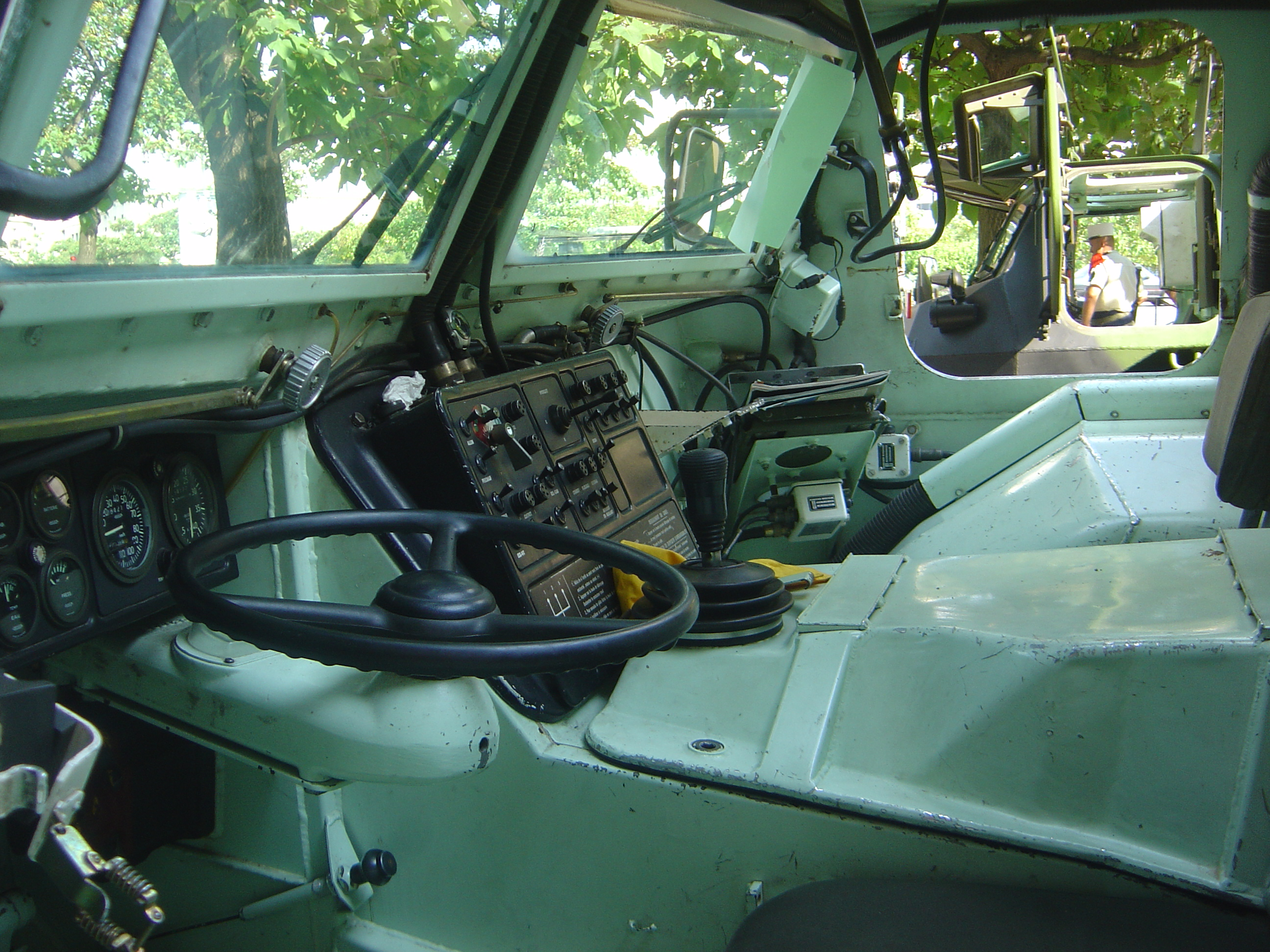
Передний отсек
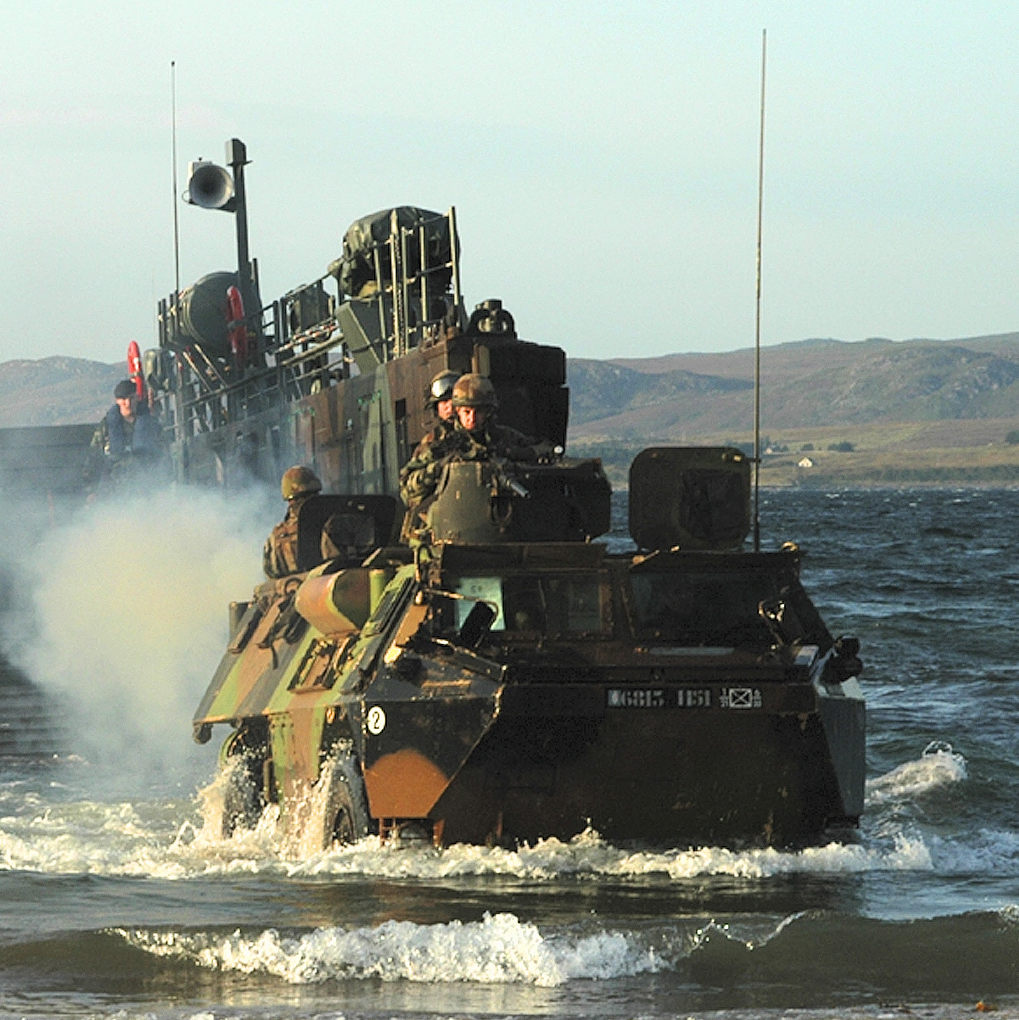
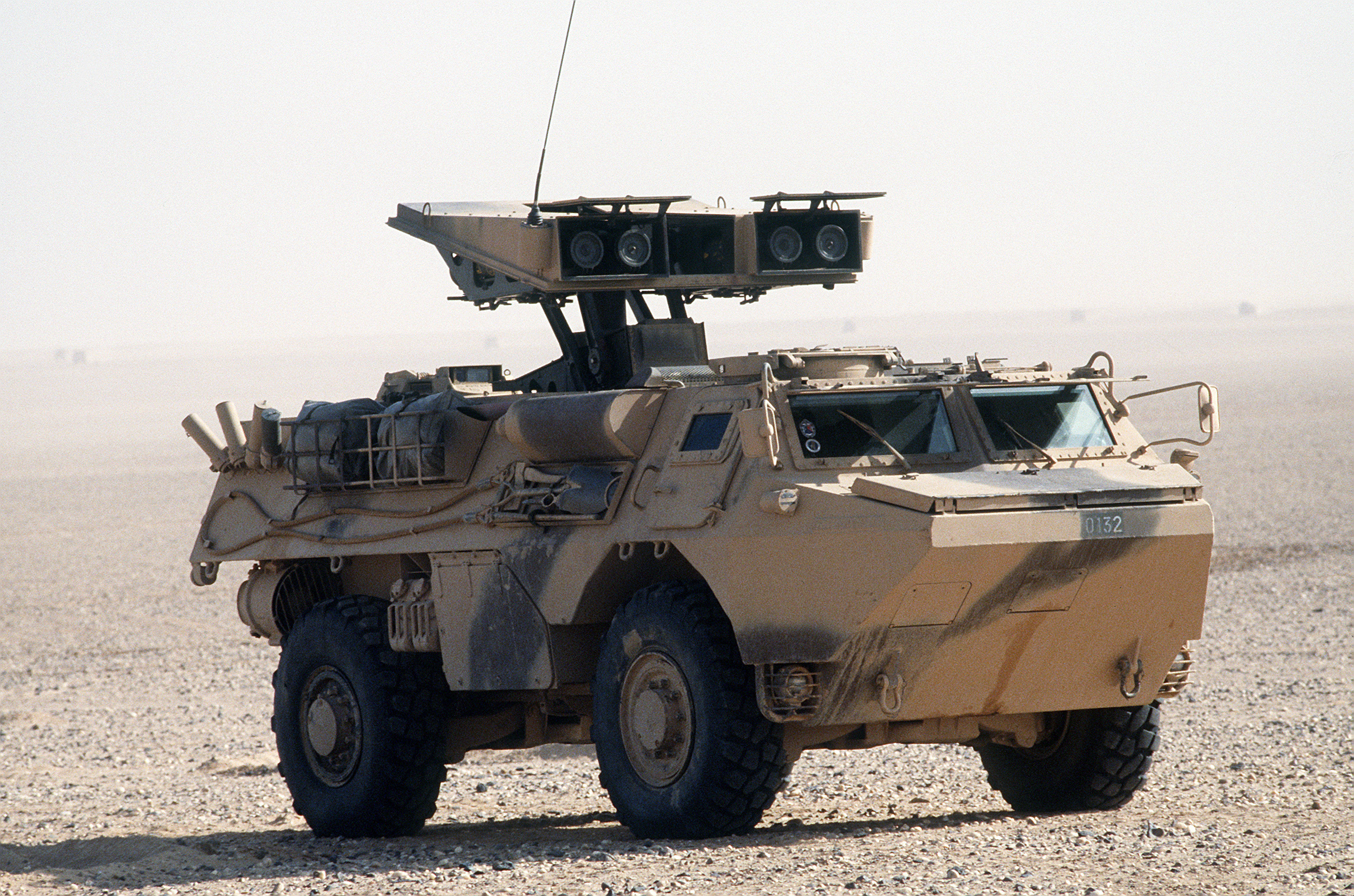
VAB-HOT
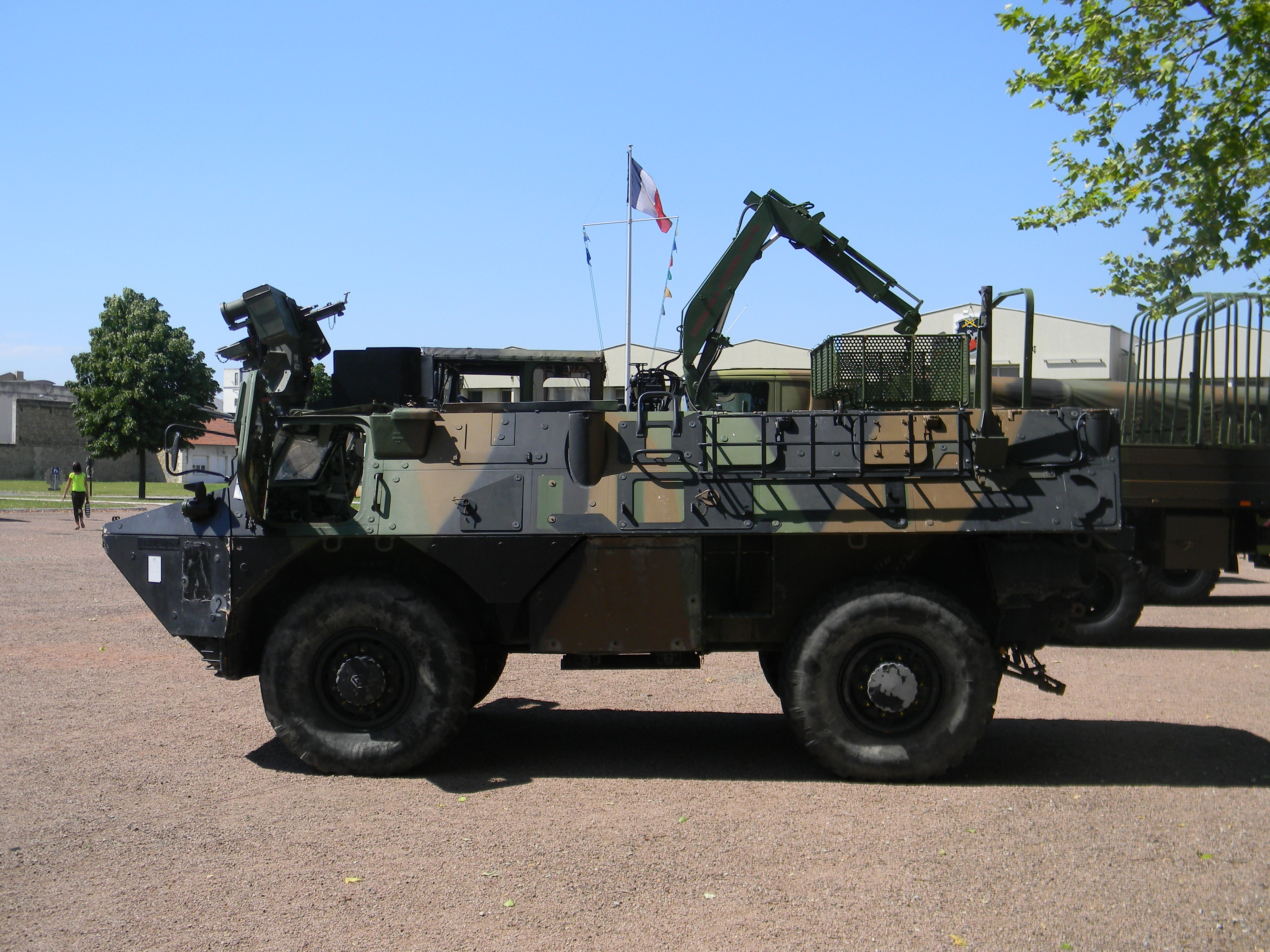
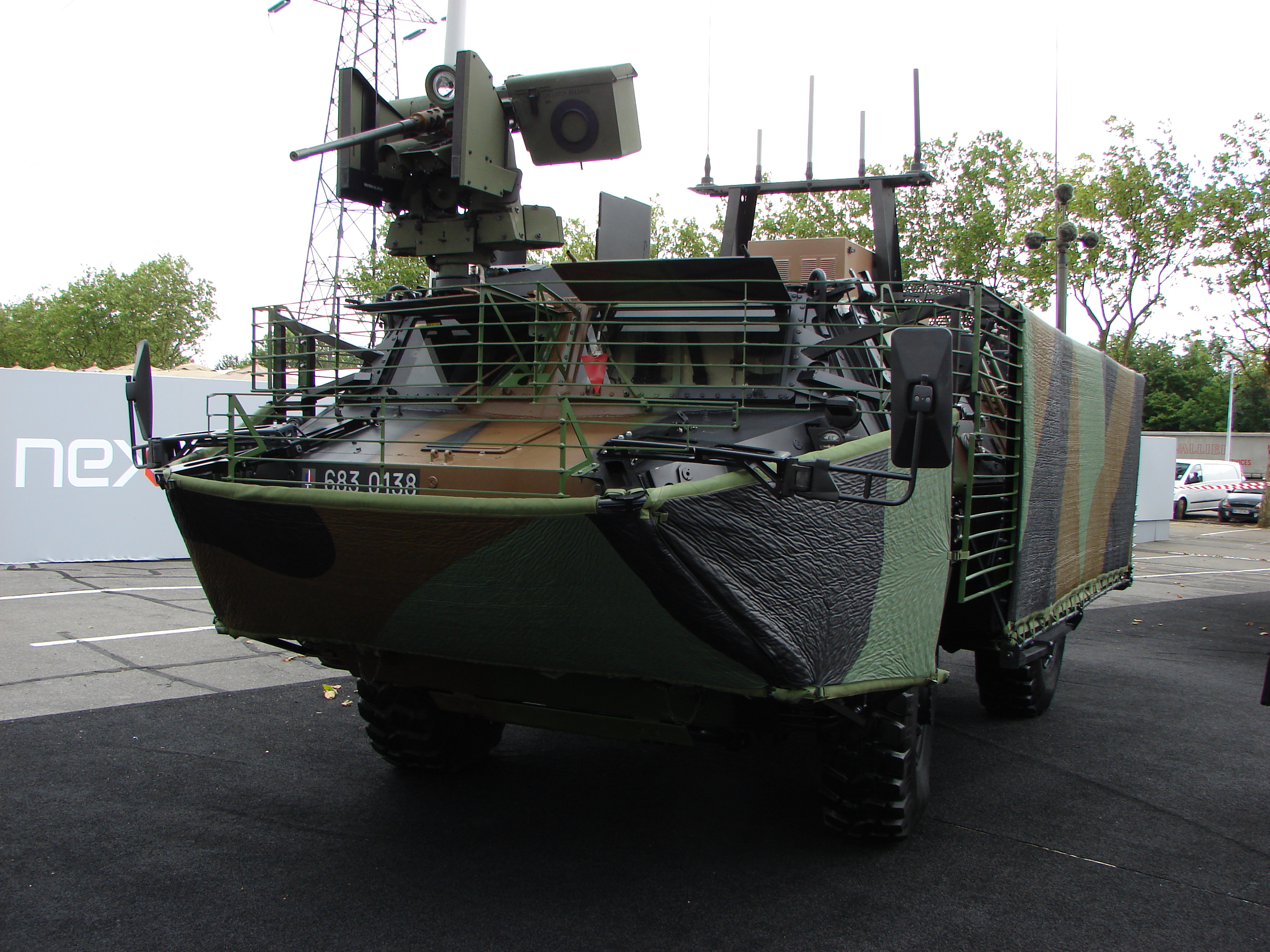
С Protector RWS
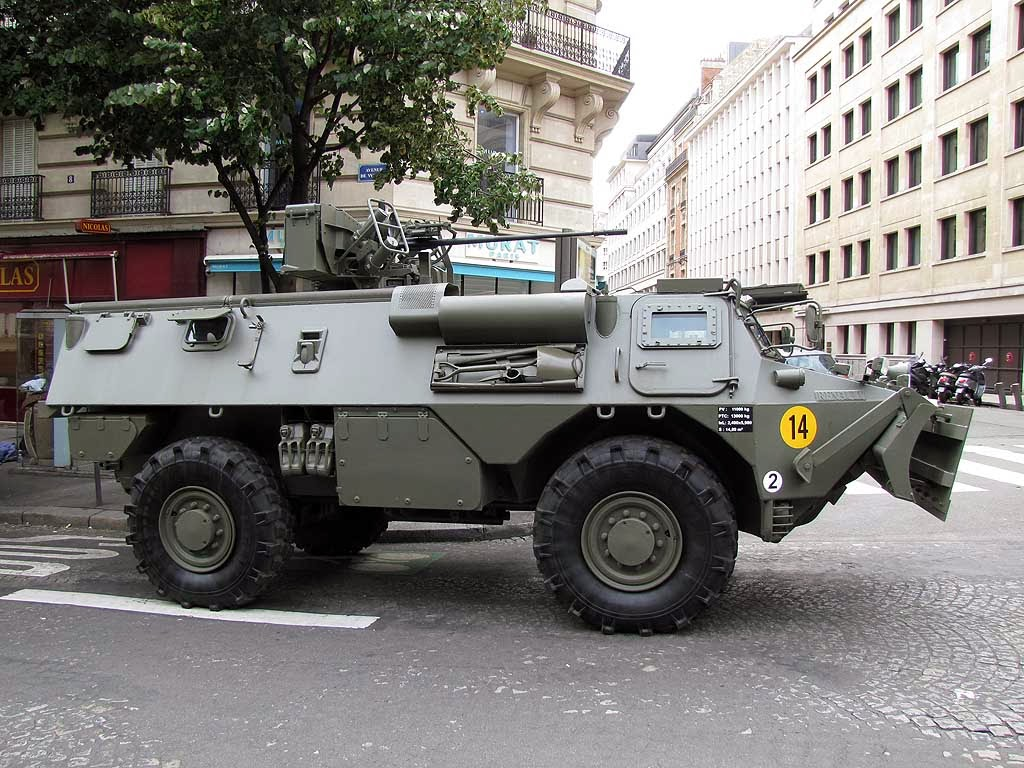
С башней ТL20S
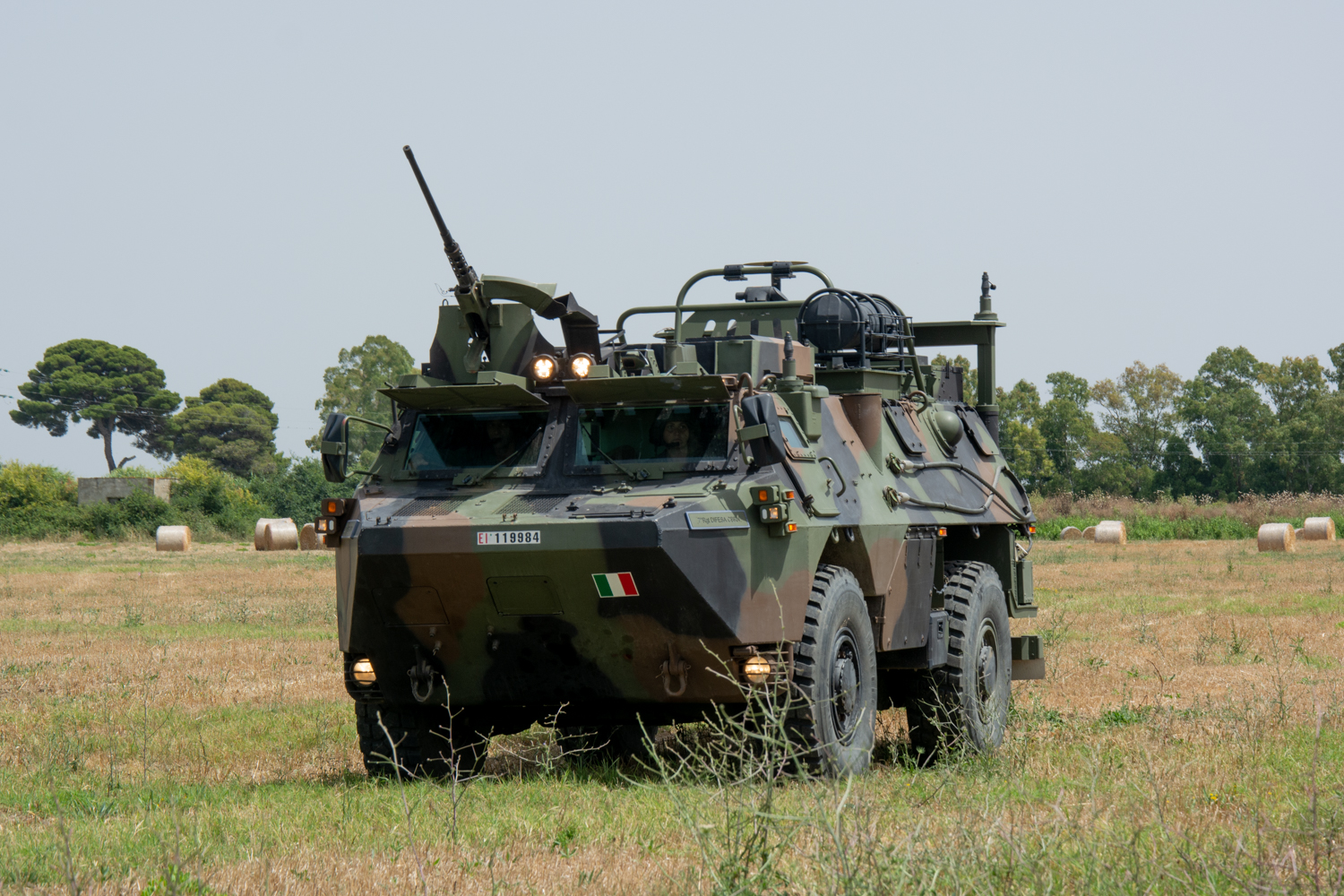
Итальянская машина РХБ разведки VBR NBC vers. Plus
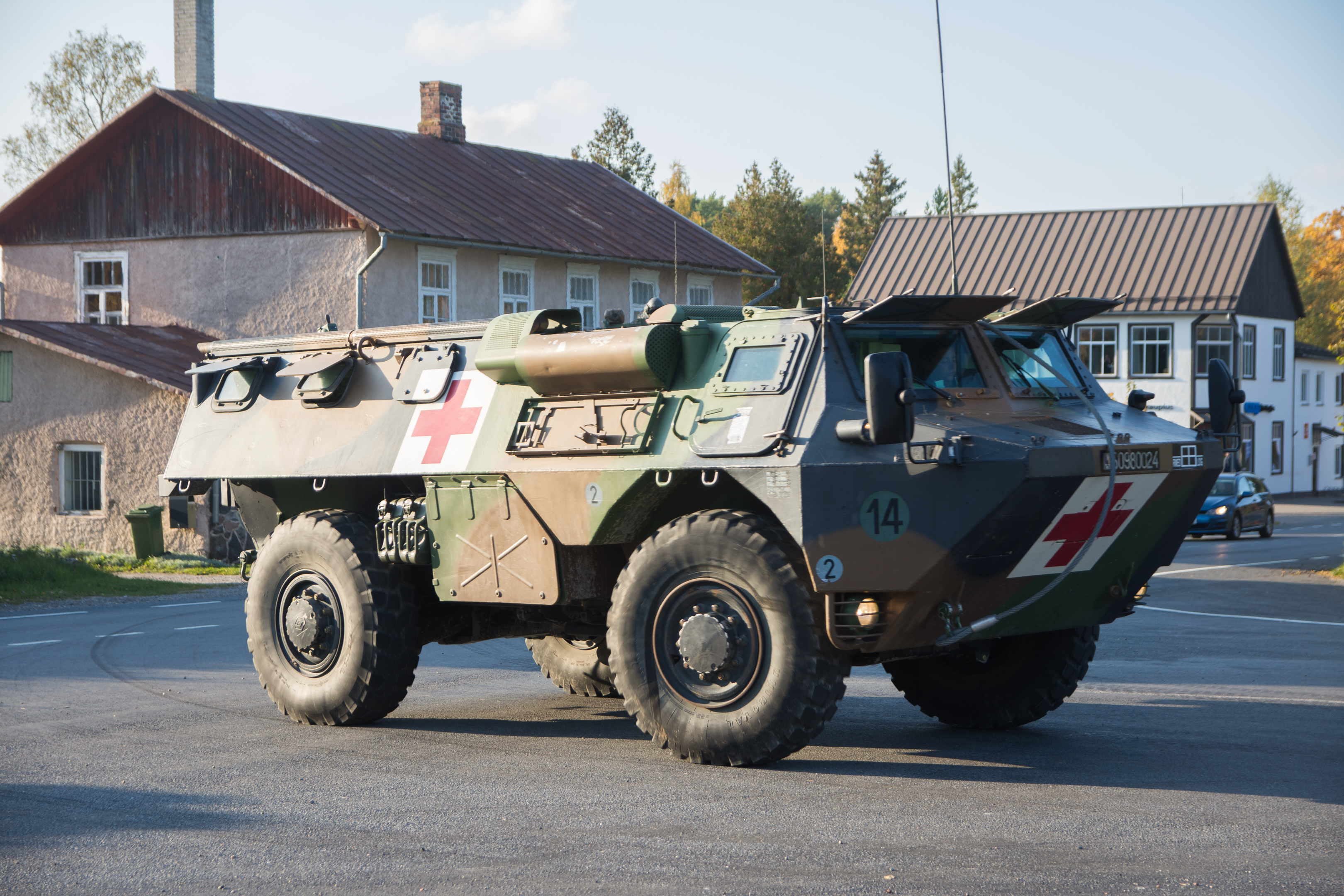
VAB SAN

## На вооружении
- Армения – 50 штук, договор подписан в 2023
- Бруней — 45 VAB, по состоянию на 2016 год[2]
- Индонезия — 32 VAB-TTT, по состоянию на 2016 год[3]
- Италия — 14 VAB-RECO NBC, по состоянию на 2016 год[4]
- Катар — 160 VAB, 4 VAB VPM81 и 24 VAB VCAC HOT, по состоянию на 2016 год[5]
- Кипр — 126 VAB всех модификаций, 18 VAB-HOT и 2 VAB-TT по состоянию на 2024 год[6]
- Кот-д’Ивуар — 13 VAB на вооружении армии, ещё некоторое количество в жандармерии, по состоянию на 2016 год[7]
- Кувейт — сняты с вооружения[8][9]
- Ливан — 86 VAB VCT, по состоянию на 2016 год[10]
- Маврикий — 11 VAB, по состоянию на 2007 год[11]
- Мавритания — 9 VAB, по состоянию на 2016 год[12]
- Марокко — 45 VAB VCI, 320 VAB VTT и 20 VAB-ECH, по состоянию на 2016 год[4]
- Нигерия — неизвестное количество VAB, по состоянию на 2016 год[13]
- ОАЭ — 20 VAB, по состоянию на 2016 год[14]
- Оман — 14 VAB VCL и 9 VAB VDDA, по состоянию на 2007 год[15]
- Франция — около 1820 VAB, 40 VAB VOA, 26 VAB NBC, 64 VAB Milan, 113 VAB Akeron, 60 VXB-170 по состоянию на 2024 год[16]
- ЦАР — 10 VAB-VTT по состоянию на 2018 год[17]
- Чад — 25 VAB-VTT, по состоянию на 2018 год[18]
- Украина — более 86 VAB по состоянию на 2024[19]